# 池戸陽平
池戸 陽平（いけど ようへい、1960年12月17日 - ）は、俳優、声優。巣山プロダクション所属。

## 来歴・人物
岐阜県出身。血液型はA型。

## 現在の出演

### テレビ番組
- ゴゴスマ（CBCテレビ） - ナレーション（月曜日担当）
- ドデスカ!+（メ〜テレ） - ナレーション

### ラジオ番組
- ひなたみなの演歌恋々（ぎふチャンラジオ、日曜日）[5]
- サンキューモーニング（RADIO SANQ、火曜日）[6]

## 過去の出演

### テレビ番組
- UP!（メ〜テレ） - 月〜木曜日、ニュースナレーション
- Start up（メ〜テレ） - 月〜木曜日、ニュースナレーション

### テレビドラマ
- キッズ・ウォー2〜ざけんなよ〜（2000年5月29日 - 7月28日、CBC制作/TBS系列） - 公平の父役

### ラジオ
- サンデー演歌ベスト30（2009年4月 - 2023年12月、ぎふチャンラジオ） - パーソナリティー・日曜日11時〜14時
- 池戸陽平のアクアMUSIC（2016年10月 - 2020年3月、ぎふチャンラジオ）
- 演歌でサンキュー（ - 2022年12月、RADIO SANQ）[7]

### ラジオドラマ
- 青春アドベンチャー（NHK-FM）
  - 「アゴラ６９ ～僕らの詩（うた）～」（2021年4月5日 - 16日）[8]

### テレビCM
- チコリ村
- 愛知学院大学
- 明治村
- うなよし　ほか

### ラジオCM
- ワンプラス
- NTTドコモ
- FM群馬
- FM三重  ほか

### ビデオパッケージ
- 三菱電機
- デンソー
- トヨタ
- メディカルラボ
- ネクステージ
- 萩原電機 ほか

### WEB
- リコシスYouTube動画

### 広報
- 名古屋市消防局PRビデオ